# Dijon FCO
Dijon Football Côte-d’Or znany jako Dijon FCO – francuski klub piłkarski z siedzibą w Dijon.

## Historia
Klub został założony w 1998 roku jako Dijon Football Côte-d’Or, a statut profesjonalnego zespołu uzyskał w 2004 roku. Jego początki sięgają jednak znacznie wcześniej. Od 1936 do 1991 roku klub występował pod nazwą Cercle Laïque Dijonnais, a od 1991 do 1998 roku jako Cercle Football Dijonnais. Największym sukcesem drużyny jest dotarcie do półfinału Pucharu Francji w 2004 roku oraz do ćwierćfinału w 2008 roku. W sezonie 2010/2011 klub wywalczył awans do Ligue 1.

## Skład w sezonie 2017/2018
Stan na: 2 września 2017 r.
| Nr | Poz. | Piłkarz                                           |
| -- | ---- | ------------------------------------------------- |
| 1  | BR   | Benjamin Leroy                                    |
| 2  | OB   | Ádám Lang                                         |
| 3  | OB   | Arnold Bouka Moutou                               |
| 4  | OB   | Papy Djilobodji (wypożyczony z Sunderland A.F.C.) |
| 5  | OB   | Oussama Haddadi                                   |
| 6  | OB   | Wesley Lautoa                                     |
| 7  | PO   | Frédéric Sammaritano                              |
| 8  | PO   | Mehdi Abeid                                       |
| 9  | NA   | Wesley Saïd                                       |
| 10 | PO   | Naïm Sliti (wypożyczony z Lille OSC)              |
| 11 | NA   | Júlio Tavares                                     |
| 14 | PO   | Jordan Marié                                      |
| 15 | PO   | Florent Balmont                                   |
| 16 | BR   | Bobby Allain                                      |

| Nr | Poz. | Piłkarz                        |
| -- | ---- | ------------------------------ |
| 18 | PO   | Cédric Yambéré                 |
| 19 | OB   | Valentin Rosier                |
| 20 | PO   | Romain Amalfitano              |
| 21 | PO   | Eden Massouema                 |
| 22 | PO   | Kwon Chang-hoon                |
| 23 | OB   | Vincent Rüfli                  |
| 24 | PO   | Dylan Bahamboula               |
| 26 | OB   | Fouad Chafik                   |
| 27 | OB   | Cédric Varrault                |
| 29 | NA   | Benjamin Jeannot               |
| 30 | BR   | Baptiste Reynet                |
| -- | PO   | Erwan Maury                    |
| -- | PO   | Xeka (wypożyczony z Lille OSC) |

### Piłkarze na wypożyczeniu
| Nr | Poz. | Piłkarz                                                           |
| -- | ---- | ----------------------------------------------------------------- |
| 1  | BR   | Enzo Basilio (w Rodez AF do czerwca 2018)                         |
| 6  | PO   | Guillaume Sarrabayrouse (w US Colomiers Football do czerwca 2018) |

| Nr | Poz. | Piłkarz                                            |
| -- | ---- | -------------------------------------------------- |
| 3  | NA   | Charly Dutournier (w US Avranches do czerwca 2018) |
| 17 | PO   | Jessy Bénet (w Grenoble Foot 38 do czerwca 2018)   |

## Reprezentanci kraju grający w klubie
- Bayiz Matsimona
- Barel Mouko
- Moke Kajima
- Ahmed Dabo
- Yacoub Ba
- Hervé Batoménila
- Pierre-Emerick Aubameyang
- Mickaël Tacalfred
- Vedad Ibišević
- Zvonko Živković
- Walid Regragui
- Yannick Yenga
- Franck Grandel
- Federico Magallanes
- Désiré Périatambée
- Enrique Meza
- Éric Carrière
- Baba Tchagouni
- Wissam El Bekri